# Jomo Kenyatta
Jomo Kenyatta (1889? Gatundu – 22. srpna 1978 Mombasa) byl první předseda vlády a první prezident Keni. Je považován za „otce zakladatele“ keňského národa.
V Keni se dočkal řady uznání. V Nairobi po něm pojmenovali letiště a hlavní ulici, jeho jméno nesou ulice i v dalších městech, také řada škol a dvě univerzity, dále nemocnice apod. Po celé Keni byla postavena řada soch a památníků. 20. říjen je v Keni svátkem na připomínku jeho zásluh, do roku 2010 nesl jméno „Den Kenyatta“, dnes se již nazývá „Den Mashujaa“ (Den hrdinů). V neposlední řadě je jeho tvář znázorněna na keňských mincích.

## Biografie

### Dětství a mládí
Narodil se jako Kamau wa Ngengi v kikujské vesnici Gatundu. Přesné datum není známo, jelikož jeho rodiče byli negramotní a v té době se žádné oficiální záznamy o původních obyvatelích nevedly. Panuje shoda[zdroj?] alespoň na roku – 1889. Jeho otec zemřel, když byl ještě malý, a poté žili s matkou u jeho strýce Ngengi. Po brzké smrti matky žil se svým dědou Kũngũ wa Magana.
Brzy z vesnice odešel a žil v křesťanské misii, kde studoval Bibli, Angličtinu a tesařství. Na školu si přivydělával jako kuchař pro bílé osadníky. Roku 1912 dostudoval a živil se jako tesař. O dva roky později se nechal pokřtít a přijal jméno John Peter, které pozměnil na Johnstone Kamau. V roce 1919 se oženil s Grace Wahu dle kmenových zvyklostí, když otěhotněla, jeho církev ho donutila k církevnímu sňatku v kostele. Následujícího roku se mu narodil první syn Peter Muigai. V té době pracoval jako tlumočník u soudu v Nairobi. Od roku 1922 pracoval jako prodavač a kontrolor vodoměrů, což mu vyneslo řadu osobních známostí.
V dvacátých letech se dostal do politiky, když roku 1924 vstoupil do Kikujského centrálního sdružení (KCA). Brzy začal psát pro tamější zpravodaj a roku 1928 se stal generálním tajemníkem KCA. Ve stejném roce začal vydávat kikujský měsíčník „Mwĩgwithania“, který měl za cíl sdružit celý kikujský lid.

### Zahraniční zkušenost
Roku 1929 byl skrze KCA vyslán do Londýna, aby získal podporu pro kikujský lid. Tehdy začal používat jméno Johnstone Kenyatta. Do Keni se vrátil roku 1930. Tam poté hájil tradiční rituál ženské obřízky.
Do Londýna se vrátil o rok později, kde poté nastoupil do vzdělávacího kurzu na kvakerské Woodbrooke College. Tam se spojil s britskými komunisty, kteří mu vydávali jeho články. Mezi lety 1932 a 1933 studoval ekonomii na univerzitě KUTVU v Moskvě, ale odešel poté co SSSR, z důvodu blížící se války, přestal podporovat protikolonialistická hnutí v Africe. Roku 1934 byl přijat na University College London a od roku 1935 studoval sociální antropologii na London School of Economics, kde mu byl učitelem Bronisław Malinowski. V té době se aktivně zapojoval v panafrických a antikolonialistických organizacích. Roku 1938 publikoval v Londýně svou antropologickou studii etnika Kikujů nazvanou „Facing Mount Kenya“, a to již pod jménem Jomo Kenyatta. Roku 1942 se oženil s Angličankou Ednou Clarke. Během války pracoval na farmě v Sussexu. V roce 1943 vydal spisy „My People of Kikuyu“ a „The Life of Chief Wang'ombe, a history shading into legend“. Ve stejném roce mu Edna Clarke porodila syna jménem Peter Magana.
Po válce vydal pamflet „Kenya: The Land of Conflict“. V té době byl již proslulým africkým nacionalistou. Ve Spojeném království pomáhal organizovat pátý panafrický kongres.

### Návrat do Keni
Po patnácti letech v zahraničí se roku 1946 vrátil do Keni. Svou anglickou ženu nechal ve Spojeném království. V Keni se věnoval učení, když se stal ředitelem Kenya Teachers College v Githunguri. Po návratu se oženil s Grace Wanjiku. Následujícího roku byl zvolen předsedou organizace Keňské Africké unie (KAU). V letech 1948 až 1951 cestoval zemí a prováděl osvětu. Roku 1951 zemřela jeho třetí žena při porodu, kdy porodila dceru Jane Wambui, která přežila. Téhož roku se počtvrté oženil, vzal si Ngiua Muhoho, která si později nechala říkat Mama Ngina.
V roce 1952 byla Keňská Africká unie zakázána, což mimo jiné vedlo k povstání Mau Mau, ve stejném roce bylo vyhlášeno stanné právo. V srpnu téhož roku byl Kenyatta zatčen, jako člen Mau Mau společnosti, což byla organizace radikálních anti-kolonialistů. Roku 1953 byl odsouzen na sedm let vězení s nucenými pracemi. Ve vězení zůstal do roku 1959, kdy byl převezen do odlehlé periferie Keni. Stanné právo skončilo roku 1960. Stejného roku se v Nairobi sešel dav o 25 000 osobách žádajících jeho propuštění, poté se přes milion lidí podepsalo pod žádost o jeho propuštění.
Roku 1961 byl zvolen předsedou strany KANU v zastoupení. V dubnu mu bylo umožněno hovořit s novináři. V srpnu téhož roku byl propuštěn.

### V čele státu
Po propuštění získal funkci v Legislativní radě. V letech 1961 a 1962 vedl keňskou delegaci na jednáních v Londýně o nezávislosti Keni. Ve volbách roku 1963 porazila jeho strana KANU, požadující nezávislost, stranu KADU, požadující pouze federalizaci. Tím se stal předsedou vlády nově ustanoveného autonomního keňského parlamentu. 12. prosince 1963 Keňa získala nezávislost. 1. června 1964 protlačil parlamentem ústavu, která ustanovovala Keňskou republiku a z Kenyatta učinila prezidenta, hlavu státu, hlavu vlády a velitele ozbrojených sil. Během své vlády provedl masivní afrikanizaci, kdy nahradil koloniální správu keňskými úřady. V listopadu 1964 byla KADU oficiálně rozpuštěna a jejich členové vstoupili do KANU, čím vznikl jednostranický systém.
Roku 1966 byl znovuzvolen a poté sepsal úpravy ústavy tak, aby ještě více posílil svou moc. Během této doby obsadil řadu významných funkcí svými lidmi z kmene Kikujů. Vládní policie stíhala disidenty a byla zapletena do řady úmrtí. V roce 1968 vydal svou autobiografii „Suffering Without Bitterness“. Ve volbách roku 1969 zakázal kandidaturu uskupení KPU tak, aby plně vyhrála jeho KANU. Od roku 1970, kvůli pokročilému věku, jeho vliv na chod státu upadal.
V prezidentských volbách roku 1974 byl, jako jediný kandidát, znovuzvolen. Tím započalo jeho třetí funkční období. Kvůli podlomenému zdraví však již ztratil veškerou moc a stát řídily nižší struktury. Prezidentem však zůstal až do své smrti roku 1978. Zemřel na zástavu srdce. Po jeho smrti se konal velký státní pohřeb a jeho tělo bylo uloženo do mauzolea. Ve funkci prezidenta ho nahradil Daniel arap Moi.

## Symboly
Vlajka keňského prezidenta je personalizovaná, tj. mění se s osobou prezidenta. Společným prvkem všech vlajek je ale masajský (červeno-bílo-černý) štít a dva (žluté) oštěpy.

Vlajka prezidenta Jomo Kenyatta (1964–1978) Poměr stran: 2:3